# Grammonota semipallida
Grammonota semipallida là một loài nhện trong họ Linyphiidae.
Loài này thuộc chi Grammonota. Grammonota semipallida được James Henry Emerton miêu tả năm 1919.